# Scolytus
Scolytus es un género de escarabajos de la corteza (subfamilia Scolytinae). Incluye varias especies que producen grandes daños al destruir árboles en bosques y cultivos. La enfermedad de la grafiosis del olmo es propagada en América del Norte y Europa por los escolítidos Hylurgopinus rufipes que es americano y el europeo Scolytus multistriatus.

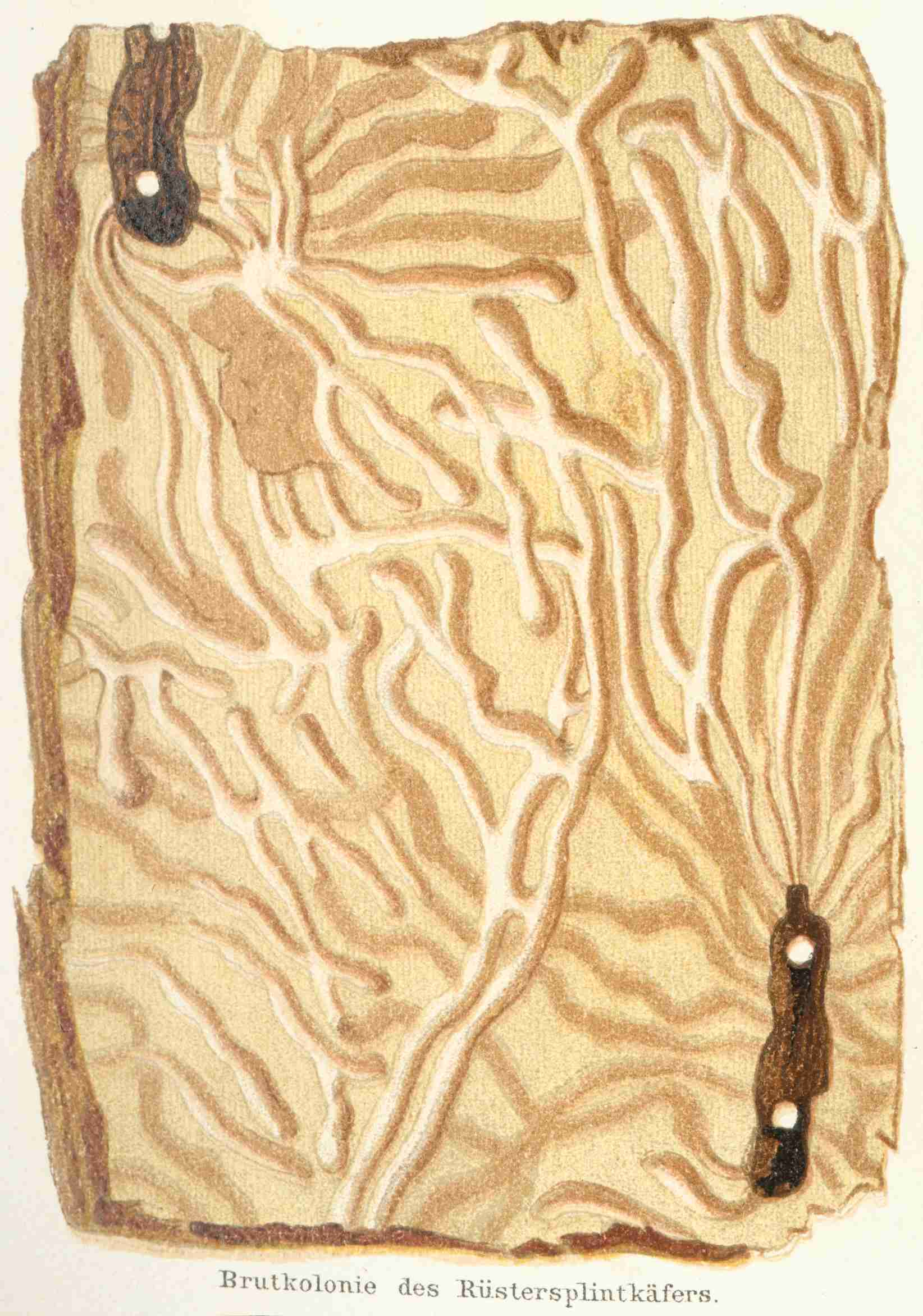
Scolytus scolytus.

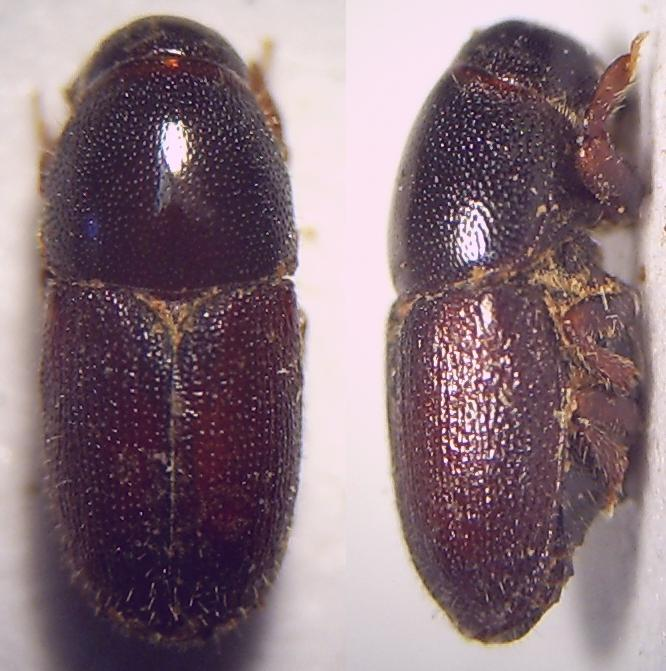
Scolytus rugulosus.

## Especies
Tiene descritas al menos 33 especies:
- Scolytus amygdali
- Scolytus bituberculatus
- Scolytus carpini
- Scolytus dentatus Bright, 1964
- Scolytus ensifer
- Scolytus fagi Walsh, 1867
- Scolytus kirschii
- Scolytus koenigi
- Scolytus kozikowskii
- Scolytus laevis
- Scolytus laricis Blackman, 1934
- Scolytus mali (Bechstein, 1805)
- Scolytus monticolae Swaine, 1917
- Scolytus morawitzi
- Scolytus multistriatus (Marsham, 1802), escarabajo europeo del olmo
- Scolytus muticus Say, 1824
- Scolytus obelus Wood, 1962
- Scolytus opacus Blackman, 1934
- Scolytus oregoni Blackman, 1934
- Scolytus praeceps LeConte, 1876
- Scolytus pygmaeus
- Scolytus quadrispinosus Say, 1824
- Scolytus ratzeburgii
- Scolytus reflexus Blackman, 1934
- Scolytus robustus Blackman, 1934
- Scolytus rugulosus (Mueller, 1818)
- Scolytus scolytus (Fabricius, 1775)
- Scolytus subscaber LeConte, 1876
- Scolytus sulcifrons
- Scolytus unispinosus[1] o Scolytus jaroschewskyi[2] LeConte, 1876
- Scolytus triarmatus
- Scolytus ventralis LeConte, 1868
- Scolytus zaitzevi